# Sola Arena

Sola Arena är en amerikansk fotbolls-, fotbolls- och friidrottsarena vid Sannafältet, i Karlstad, Värmland, som invigdes på hösten 2022.
Karlstads kommun påbörjade bygget av den nya arenan under sommaren 2021 vid Sannafältet i Karlstad, med en ursprunglig arbetsbenämning av Sandbäcken Arena. Den nya arenan ersatte den gamla Tingvalla Idrottsplats för att bli en mycket större idrottsanläggning. Arenan är nu en kombinerad amerikansk fotbolls-, fotbolls- och friidrottsarena med hybridgräs och markvärme. Total kapacitet för arenan kommer att vara 4 000 personer, varav 1 500 platser kommer att finnas på huvudläktaren. Bredvid arenan finns en plan för amerikansk fotboll.
I mars 2022 beslutades det att den officiella namnet på arenan skulle vara Sola Arena. Som en hyllning till solen. Solen är också en viktig del i IF Karlstad Fotbolls logotyp.
Sola Arena är hemmaarena för Carlstad Crusaders och IF Karlstad.

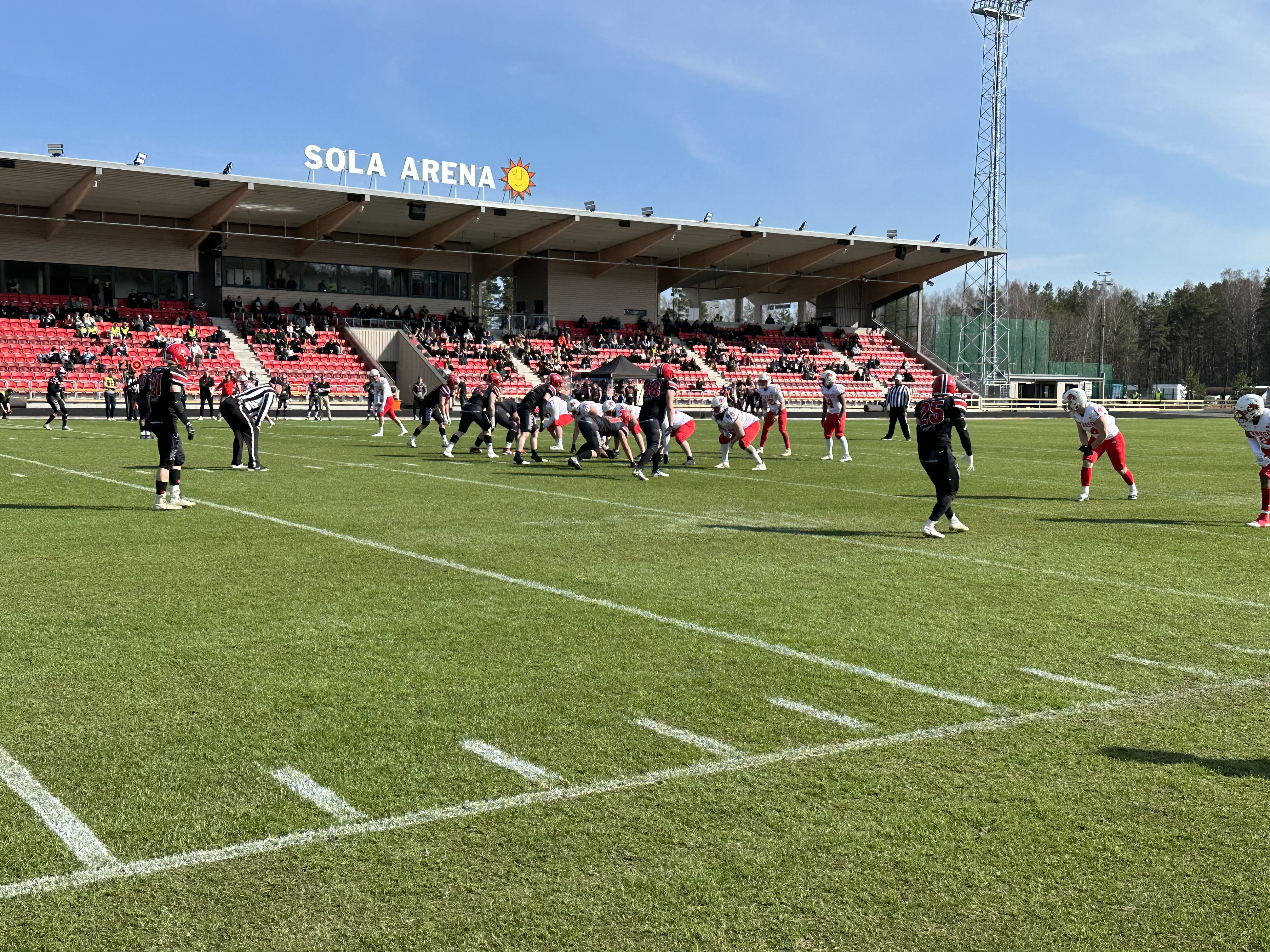
Sola Arena i Karlstad

Arenan ligger bredvid inomhusarenan Eva Lisa Holtz Arena.